# Coupe de France de rugby à XV 1943-1944
Navigation
Coupe de France 1942-1943 Coupe de France 1944-1945
L'édition 1943-1944 de la coupe de France est la 8e édition de la coupe de France, la deuxième réservée aux clubs (la coupe de France était auparavant disputée par les régions).

## Matchs joués

### Huitièmes de finale
| 2 avril 1944 | Toulouse olympique | 8 - 0 | RC Catalan |  |
| 2 avril 1944 |                    |       |            |  |
| 2 avril 1944 |                    |       |            |  |

| 19 mars 1944 | AS Roanne | 3 - 0 | UMS Montélimar |  |
| 19 mars 1944 |           |       |                |  |
| 19 mars 1944 |           |       |                |  |

| 19 mars 1944 | SU Agen | 16 - 6 | FC Lézignan |  |
| 19 mars 1944 |         |        |             |  |
| 19 mars 1944 |         |        |             |  |

| 19 mars 1944 | RC Narbonne | 11 - 3 | CA Bègles |  |
| 19 mars 1944 |             |        |           |  |
| 19 mars 1944 |             |        |           |  |

| 19 mars 1944 | Stade bordelais | 12 - 6 | Aviron bayonnais |  |
| 19 mars 1944 |                 |        |                  |  |
| 19 mars 1944 |                 |        |                  |  |

| 16 avril 1944 | C.A.S.G. | 7 - 5 | USA Perpignan |  |
| 16 avril 1944 |          |       |               |  |
| 16 avril 1944 |          |       |               |  |

| 19 mars 1944 | Biarritz olympique | 10 - 6 | Paris UC |  |
| 19 mars 1944 |                    |        |          |  |
| 19 mars 1944 |                    |        |          |  |

| 19 mars 1944 | Stade français | 12 - 11 | Stade toulousain |  |
| 19 mars 1944 |                |         |                  |  |
| 19 mars 1944 |                |         |                  |  |

### Quarts de finale

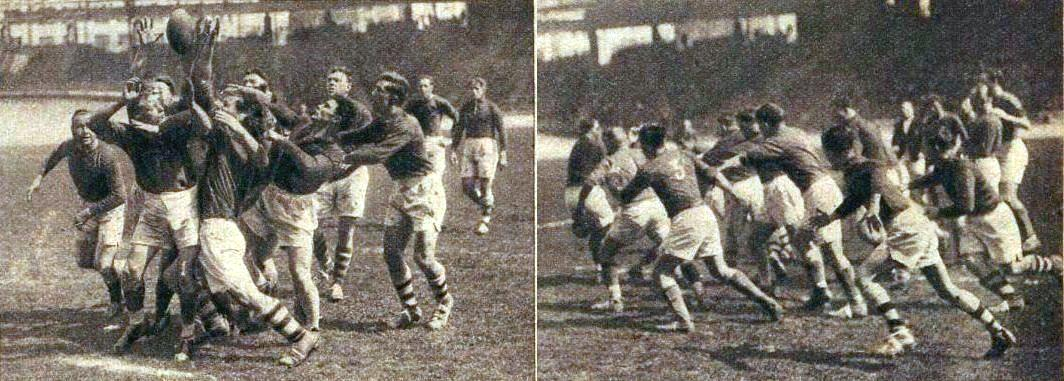
Avril 1944, demi-finale de Coupe de France de rugby au Parc des Princes, Toulouse Olympique (maillot vert) bat SU Agen (maillot grenat) par 14-0.

| 16 avril 1944 | Toulouse olympique | 17 - 9 | AS Roanne |  |
| 16 avril 1944 |                    |        |           |  |
| 16 avril 1944 |                    |        |           |  |

| 2 avril 1944 | SU Agen | 25 - 6 | RC Narbonne |  |
| 2 avril 1944 |         |        |             |  |
| 2 avril 1944 |         |        |             |  |

| 23 avril 1944 | Stade bordelais | 9 - 6 | C.A.S.G. |  |
| 23 avril 1944 |                 |       |          |  |
| 23 avril 1944 |                 |       |          |  |

| 16 avril 1944 | Biarritz olympique | 13 - 6 | Stade français |  |
| 16 avril 1944 |                    |        |                |  |
| 16 avril 1944 |                    |        |                |  |

### Demi-finales

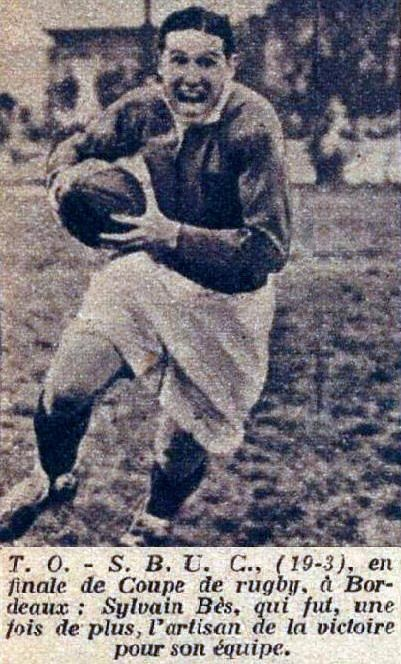
Sylvain Bès, vainqueur de la Coupe de France avec le TO, en mai 1944.

| 23 avril 1944 | Toulouse olympique | 14 - 0 | SU Agen | Paris |
| 23 avril 1944 |                    |        |         | Paris |
| 23 avril 1944 |                    |        |         | Paris |

| 30 avril 1944 | Stade bordelais | 6 - 3 | Biarritz olympique | Pau |
| 30 avril 1944 |                 |       |                    | Pau |
| 30 avril 1944 |                 |       |                    | Pau |

## Finale
| 7 mai 1944 | Toulouse olympique | 19 - 3, (11 - 0) | Stade bordelais                        | Stadium, Bordeaux 18 000 spectateurs Arbitre : M. Barbe |
| 7 mai 1944 | Essai(s) : 4 essais de Thiébaud (2), Vignal et Gimenez Transformation(s) : 2 transformations de S. Bès Pénalité(s) : 1 pénalité de S. Bès |                  | Pénalité(s) : 1 pénalité de Meinvielle | Stadium, Bordeaux 18 000 spectateurs Arbitre : M. Barbe |
| 7 mai 1944 | |                  |                                        | Stadium, Bordeaux 18 000 spectateurs Arbitre : M. Barbe |

| Toulouse olympique Titulaires M. Teychenné 15 Sabarthez 14 J-M. Vignal 13 S. Bès 12 C. Thiébaud 11 P. Duffau 10 Y. Bergougnan 9 A. Salat 8 C. Rodriguez 7 P. Barran (c) 6 Hallard 5 Quaranta 4 M. Gimenez 3 Mialhe 2 A. Maurel 1 Entraîneur Marius Ageret |  |  |  | Stade bordelais Titulaires 15 F. Pasino 14 R. Caunegre 13 Dubroca 12 Guttierez 11 Rechenmann 10 Bonifazi 9 Grenouilleau 8 M. Gagnol 7 Chadeau 6 Meinvielle 5 R. Bonamy 4 Salièges 3 Castillon 2 Seintin 1 P. Murac |